# Hangar 18 (canção)
" Hangar 18 " é uma canção da banda americana de thrash metal Megadeth para o álbum Rust in Peace, de 1990. Teorias da conspiração UFO, ou possivelmente Hangar 18, o filme de 1980 baseado nessas teorias, inspirariam a letra. Pouco tempo depois, o frontman Dave Mustaine compôs a maior parte da música. A introdução é uma versão dedilhada rapidamente do arpejo em Ré menor que Mustaine escreveu para a faixa instrumental do Metallica "The Call of Ktulu", que foi a última música do Metallica pela qual ele recebeu crédito de composição. O Hangar 18 está localizado na Base da Força Aérea Wright-Patterson perto de Dayton, Ohio, e especula-se que uma aeronave alienígena foi trazida de Roswell para lá em 1947. A canção alcançou a 25ª posição na Irish Singles Chart, e também alcançou a 26ª posição na UK Singles Chart.
A capa de Rust in Peace, o álbum no qual a música aparece, mostra o mascote da banda, Vic Rattlehead, e vários líderes mundiais vendo um alienígena em uma câmara criogênica, uma referência clara à faixa. Tanto a capa do álbum quanto a arte do single foram projetadas pelo mesmo artista, Ed Repka.
A música também é notável pois o baixo usa uma afinação diferente das duas guitarras principais, supostamente em Drop D, enquanto as guitarras estão na afinação padrão.
Uma sequência dessa música, denominada "Return to Hangar", foi incluída no nono álbum do Megadeth, The World Needs a Hero. Ele conta a história fictícia das formas de vida contidas no Hangar 18 voltando à vida e matando aqueles que estavam dentro do prédio antes de escapar.
"Hangar 18" foi indicada para o prêmio de Melhor Performance de Metal no 34º Grammy Awards, mas perdeu para o álbum homônimo do Metallica . Ele ganhou o prêmio Concrete Foundations Award para Melhor Corte de Rádio no Fórum de Fundações de 1991.

## Clipe musical
O vídeo de "Hangar 18" tem como tema o conceito lírico da música. Ele mostra a tortura de alienígenas e, no final, mostra todos os membros da banda em câmaras congeladas. O vídeo foi filmado em San Pedro, Los Angeles, em um prédio da Water & Power. Coincidentemente, a banda gravaria o vídeo de "Crush 'Em " neste mesmo site nove anos depois. Uma versão editada de "Hangar 18" é normalmente exibida na MTV2, que tem a duração da música reduzida drasticamente. Durante a introdução do vídeo, a música "Dawn Patrol" do álbum Rust in Peace pode ser ouvida ao fundo.

## Versões cover
"Hangar 18", desde o seu lançamento, teve alguns covers, sobretudo, incluídos nos álbuns de tributo à banda. O grupo Fairlight fez um cover da música nos álbuns de múltiplos artistas Megaded: A Tribute to Megadeth, em 1999, e This Is the News! The Megadeth Tribute em 2007. O Metal Allstars fez um cover da música do álbum Megadeth Tribute em 2007. The String Tribute Players também fez um cover da música em 2009 para o álbum Megadeth String Tribute. A banda DeadXheaD também fez um cover da música. As bandas Necropolis, Deathinition, Lateralis, Rust in Beer, Rattledeth e Dirty Black fizeram o cover da música ao vivo. Uma versão cover foi apresentada nos videogames Guitar Hero II e Band Fuse .

## Na cultura popular
- O vídeo "Hangar 18" é referenciado no episódio de Duck Dodgers "No Espaço, Ninguém Pode Ouvir Você Cantar Rock", onde o personagem-título ressuscita Dave Mustaine (interpretado por ele mesmo) de uma câmara congelada para tocar heavy metal o suficiente para sobrecarregar um dispositivo maligno.
- Um Easter Egg no jogo de computador Deus Ex: Human Revolution contém as frases dessa música junto com uma menção de "Hangar 18".
- A música apareceu como uma faixa para download da série Rock Band e Guitar Hero 2, além de aparecer como uma faixa jogável no Guitar Hero Live.
- A canção foi referenciada no episódio dos Simpsons "O último crime de Bob", onde os soldados entram no Hangar 18, o alienígena dentro do Hangar também faz referência ao Megadeth por estar segurando uma joia verde (chamada de "Prober"). O fato é semelhante à capa do álbum Rust in Peace do Megadeth, onde Vic Rattlehead, o mascote da banda, é visto segurando a joia.

## Lista de músicas
- US CD single (C2 15662)

1. "Hangar 18" (AOR Edit) - 3:17
2. "Hangar 18" (versão LP) - 5:14
3. "The Conjuring" (ao vivo) - 5:06
4. "Hook in Mouth" (ao vivo) - 4:28

 • Faixas ao vivo gravadas no Estádio de Wembley, Londres, Inglaterra em 14 de outubro de 1990.
- Single UK 12 "LP (12CLG 604)

1. "Hangar 18" - 5:11
2. "Hangar 18" (ao vivo) - 5:14
3. "The Conjuring" (ao vivo) - 5:06
4. "Hook in Mouth" (ao vivo) - 4:28

 • Faixas ao vivo gravadas no Estádio de Wembley, Londres, Inglaterra em 14 de outubro de 1990.

## Créditos
- Dave Mustaine - voz, guitarra
- Marty Friedman - guitarra
- David Ellefson - baixo
- Nick Menza - bateria, backing vocals